# Egle nitida
Egle nitida är en tvåvingeart som först beskrevs av Robineau-desvoidy 1830.  Egle nitida ingår i släktet Egle och familjen blomsterflugor.
Artens utbredningsområde är Frankrike. Inga underarter finns listade i Catalogue of Life.